# Aran Benllyn
Aran Benllyn är ett 885 meter högt berg i vid Bala Lakes södra strand i Snowdonia, Wales. Det är en undertopp till Aran Fawddwy och det näst högsta berget i bergskedjan Aran.